# Arkadiusz Bosy
Arkadiusz Bosy (ur. 9 listopada 1986) – polski piłkarz ręczny, obrotowy, od 2016 zawodnik Pogoni Szczecin.
Wychowanek Zewu Świebodzin, następnie zawodnik AZS-u AWF Gorzów Wielkopolski, z którym w latach 2006–2008 i sezonie 2009/2010 występował w I lidze, a w sezonach 2008/2009 i 2010/2011 w Ekstraklasie/Superlidze (44 mecze i 114 goli). W latach 2011–2016 reprezentował barwy klubów niemieckich: HSV Hannover i HF Springe. W barwach tego ostatniego rozegrał w sezonie 2015/2016 w 2. Bundeslidze 40 spotkań, w których rzucił 56 bramek.
W 2016 został graczem Pogoni Szczecin. W sezonie 2016/2017 rozegrał w Superlidze 25 meczów i zdobył 87 goli. W sezonie 2017/2018 wystąpił w 28 ligowych spotkaniach, w których rzucił 89 bramek. W sezonie 2018/2019 rozegrał 34 mecze i zdobył 118 goli.
Portal Sportowe Fakty umieścił go w 2017 na 6. miejscu, a w 2018 na 5. miejscu w klasyfikacji najlepszych polskich obrotowych.

## Statystyki w najwyższej polskiej klasie rozgrywkowej
| AZS AWF Gorzów Wielkopolski     | 2008/2009 | Ekstraklasa | 16 | 35  | 2,2 |
| AZS AWF Gorzów Wielkopolski     | 2010/2011 | Superliga   | 28 | 79  | 2,8 |
| AZS AWF Gorzów Wielkopolski     | Razem     | Razem       | 44 | 114 | 2,6 |
| Pogoń Szczecin                  | 2016/2017 | Superliga   | 25 | 87  | 3,5 |
| Pogoń Szczecin                  | 2017/2018 | Superliga   | 28 | 89  | 3,2 |
| Pogoń Szczecin                  | 2018/2019 | Superliga   | 34 | 118 | 3,5 |
| Pogoń Szczecin                  | Razem     | Razem       | 87 | 294 | 3,4 |
| Stan na koniec sezonu 2018/2019 |           |             |    |     |     |